# Alexandros Papadiamantis
Alexandros Papadiamantis (grego: Αλέξανδρος Παπαδιαμάντης [Al'eksanðros Papaðiam'andis]) (ilha de Skiathos, 4 de março de 1851 — 3 de janeiro de 1911) é um dos maiores prosadores gregos da modernidade.
Nasceu numa ilha do arquipélago das Espórades, onde também viveu a sua infância e os dois últimos anos de vida. Papadiamantis era filho de padre ortodoxo, e sua obra é profundamente marcada pelo elemento religioso. Durante a maior parte de sua vida adulta residiu em Atenas, onde escreveu três romances históricos antes de se dedicar quase exclusivamente à produção de contos; estes, além do romance "A Assassina" (Η Φόνισσα), de teor social, compreendem o que há de mais valioso em sua produção.
A maior parte de seus contos é ambientada na própria ilha de Skiathos, terra natal do autor.
Foi um prosador realista de cunho etnográfico, imerso nas tradições populares e religiosas de seu povo, e explorou a rica tradição literária grega clássica e cristã (Homero, Heródoto, Platão, a Septuaginta e o Novo Testamento, além da literatura patrística e dos hinos bizantinos) como material de referência e citação.